# Serghei Dinov
Serghei Dinov (n. 23 aprilie 1969) este un antrenor de portari de fotbal și fost fotbalist internațional moldovean, care juca pe postul de portar. În prezent Serghei Dinov activează în calitate de antrenor de portari la Zimbru 2 Chișinău, centrul de pregătire a tânărului fotbalist (CPTF Zimbru) și echipa națională de fotbal a Republicii Moldova.
Între anii 1998–2000 Serghei Dinov a jucat 17 meciuri la echipa națională de fotbal a Moldovei.

## Palmares
Constructorul Chișinău
- Divizia Națională: 1996-1997

Vicecampion: 1998–99
Locul 3 (5): 1995–96, 1997–98, 1999–2000
- Cupa Moldovei: 1995-1996, 1999-2000

Bugeac Comrat
- Cupa Moldovei: 1992